# Zofenstreiche
Zofenstreiche ist ein rund einstündiges, deutsches Stummfilmlustspiel aus dem Jahre 1915 von Hubert Moest mit Hedda Vernon in der Hauptrolle.

## Handlung
Weihnachtsbescherung beim Rentner Protzig. Das Personal rund um die Zofe Lisette hat nicht viel Freude daran, denn wieder einmal ist der Hausherr ihnen gegenüber mit seinen „Weihnachtsgeschenken“ ziemlich geizig gewesen. Hausdiener und Köchin erhielten je eine getragene Bluse und Hose und Lisette einen uralten Fotoapparat, den zuvor die Tochter des Hauses fünf Jahre lang benutzt hatte. Daher sinnt man unter den Angestellten auf Rache. Da Protzig mitsamt Gattin und Tochter im Sommer zu einer Bäderkur aufbricht, ist er für eine Zeit lang außer Haus. Kurz zuvor hat der Geizhals die gesamte Belegschaft, die zuletzt aus Protest die Arbeit verweigert hatte, kurzerhand gefeuert und zu allem Übel auch noch schlechte Zeugnisse ausgestellt, die die ehemaligen Angestellten nun allesamt in die Arbeitslosigkeit führten. 
Es hat sich nun gerade jetzt ein entfernter Verwandter aus Amerika angesagt, der ausgesprochen wohlhabend sein soll. Da Protzig gern seine eigene Tochter mit dem Vetter und Millionär verheiratet sehen möchte, beschließt Lisette, dem Hausherrn einen Strich durch die Rechnung zu machen. Und so schlüpft man in die Rolle der Herrschaft, und aus der einstigen Dienerschar wird die protzige Familie: Lisette gibt das verwöhnte Töchterchen Rosa, Diener Anton den Hausherrn und die Köchin Frau Protzig. Man spielt diese Charade derart perfekt, dass der reiche Verwandte aus den USA ganz vernarrt in die falsche Tochter, also Lisette, ist und sie unbedingt heiraten möchte – ein höchst lukratives Angebot, bei dem die Zofe ganz bestimmt nicht ‘nein‘ sagen wird.

## Produktionsnotizen
Zofenstreiche passierte die Filmzensur im Oktober 1915 und erlebte bereits im darauf folgenden Monat die Uraufführung. Der Dreiakter besaß eine Länge von 1125 Meter. 

## Kritiken
Der Kinematograph schrieb: „Der geistvolle Stoff des flott gespielten Films verrät auf den ersten Blick die gewandte Feder des bekannten Plauderers Arthur Landsberger, der hier ein Filmstück geschaffen hat, wie es sein soll: kurzweilig, amüsant, logisch und voll toller Einfälle, so daß viel und recht herzlich gelacht wurde.“
Die Villacher Zeitung befand: „Die Künstlerin Vernon, welche sich ebenbürtig neben Asta Nielsen oder Dorrit Weixler stellen kann, ist der beste Geleitbrief dieses lustigen Films.“